# Reflex
En biologia, un reflex o acte reflex és una seqüència d’accions involuntàries i efectuades gairebé instantàniament en resposta a un estímul. Un reflex és possible gràcies a una ruta neuronal predeterminada que s’anomena arc reflex, el qual s’activa abans que l’impuls pugui arribar al cervell. El reflex és, per tant una resposta automàtica, que no requereix un pensament conscient. Els reflexos són adaptacions evolutives per a la primera subsistència. Són un mecanisme amb què naixem (innats) i que no requereixen aprenentatge ni decisió per part del cervell (involuntaris), sinó que són respostes procedents de la medul·la espinal, cosa que els confereix major rapidesa. Poden consistir en respostes motores o glandulars. Un exemple d'aquest tipus seria el reflex de succió en els nadons. Això no obstant, Ivan Pàvlov descobrí, que els reflexos també es poden aprendre, mitjançant condicionament i habituació. El funcionament vegetatiu de l'organisme (circulació sanguínia, respiració, deglució) està regulat i controlat per reflexes. Comprovar els reflexes d’una persona pot servir per fer diagnòstics mèdics.

## Elements de l'acte reflex involuntari
Un reflex suposa un òrgan receptor, un òrgan efector, i algun tipus de xarxa de comunicació.

## L'arc reflex

En presència d'un estímul (A), la informació passa per la neurona sensorial (B, verd) cap a la medul·la (C), allà probablement passi per una interneurona curta (D, lila) abans d'arribar a una neurona motora (E, blau). Llavors es produeix la resposta, en aquest cas una contracció muscular (F, roig), que plega l'os (G).

Un arc reflex és l’acció realitzada per un conjunt d’estructures anatòmiques del sistema nerviós (receptor, neurona sensorial, interneurona, neurona motora, i efector). Aquesta acció és una resposta estereotipada i involuntària a un estímul específic, com ara donar un cop a un lligament del genoll. La resposta estereotipada consisteix en la coordinació ràpida de les següents accions: excitació, mitjançant un estímul, que provoca la conducció d’un missatge a la medul·la, la qual coordina la resposta, i fa que es produeixi la resposta.
Cal remarcar la diferència entre aquest concepte i allò que, fora de l’àmbit científic, s’anomena “reflex”. Sovint sentim emprar aquest paraula per referir-se a moviments complexos efectuats amb gran rapides, això en realitat són “moviments balístics”. Es tracta de moviments que es realitzen en menys de mig segon, però que requereixen d’aprenentatge previ, un nivell de consciència actiu i perfeccionament mitjançant la pràctica, igual que quan aprenem a caminar. Un exemple clar per marcar la diferència podria ser: quan una cosa està caient i, sense pensar-ho, l’agafem al vol abans que toqui al terra. Això requereix la coordinació de nombroses àrees motores és a dir, intervé l'escorça cerebral, cosa que no passa amb els reflexos, els quals depenen únicament de la medul·la espinal.
L’arc reflex, depenent del curs i determinació de la neurona pot implicar reflexos musculars del tronc i les extremitats, o bé, reflexos auditius, vestibulars i de respiració, com ara rebre senyals sensorials que parteixen dels receptors, processar aquests senyals i realitzar les respostes.

## Propietats dels reflexos
S’observa que els actes reflexos presenten les següents propietats:
- Invariabilitat: L’acció d’un estímul determinat sobre un camp receptor d’un mateix individu causa sempre el mateix reflex. Exemple: El fregament suau per l’interior de les fosses nassals provoca un esternut.

- Integritat: Perquè es produeixi un reflex ha d’haver continuïtat entre els elements anatòmics que han d’entrar en acció. Una interrupció en l’arc suprimeix el reflex.

- Velocitat: Són diverses les velocitats que es tenen en compte per mesurar, cal distingir entre: el recorregut de l'excitació en el nervi sensitiu; el temps de reacció per transformar la impressió sensitiva en reacció motriu; el recorregut de l'excitació en el nervi motor; el temps de reacció del múscul.

- Temps de reacció és el temps des de l'aparició d'un estímul fins a la resposta de l'organisme. Per exemple el temps que triga la pupil·la de l'ull a contraure's, en ser il·luminada amb una llum forta.
- Equació personal: El temps de reacció és variable segons els individus, pot disminuir depenent de l'estat d’atenció i de la pràctica o habituació.

## Criteris de classificació
Una manera de classificar-los és atenent als criteris de: funcionalitat, acció, o durada. També es poden classificar per: localització o part del cos que hi intervé, antiguitat ...

### Segons la seva funció
Els reflexos poden ser, segons aquesta classificació:
- Adaptatius o de supervivència:[13] com per exemple el reflex de succió dels nounats,[14] o la resposta a l'ensurt
- Preparatius: reflexos que preparen per a la realització d'una determinada acció en el futur (com per exemple el reflex de marxa dels nounats)
- Defensius: com el parpelleig
- Desconeguda: dels quals només es pot inferir la seva funció, però no assegurar-la (com el reflex de Moro)

### Segons l'acció
Segons aquest criteri, els reflexos es poden classificar com a reflexos posturals o de desplaçament, i reflexos d'aproximació o d'orientació. Els primers, es poden exemplificar en el reflex natatori (un reflex dels què es tenen fins als cinc mesos d'edat), i els segons es poden exemplificar amb el reflex de Magnus o tònic-cervical, que desapareix fins als dos o tres mesos d'edat.

### Segons la durada
Els reflexos es poden classificar en: reflexos permanents i reflexos que desapareixen o primitius. Els reflexos permanents són, per exemple, parpellejar, el sotrac de genoll o la respiració. Els reflexos que desapareixen són, per exemple, el reflex de Moro i el reflex de Babinski.

## Reflexos dels humans

### Reflex osteotendinós

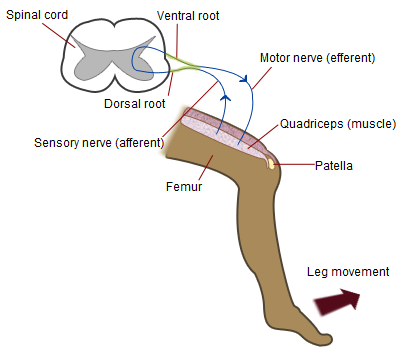
Reflex rotulià

Els reflexos d'estirament o reflexos osteotendinosos comporten un estirament o contracció muscular en resposta a la percussió d'un tendó. Es coneixen els següents:
- Reflex bicipital. La resposta és la contracció del múscul bíceps braquial.
- Reflex tricipital. La resposta és la contracció del múscul tríceps braquial.
- Reflex estiloradial.
- Reflex cubitopronador.
- Reflex rotulià. La resposta és la contracció del múscul quàdriceps femoral.
- Reflex aquilià. La resposta és la contracció del múscul tríceps sural.
- Reflex mediopubià.
- Reflex nasopalpebral. La resposta és la contracció del múscul orbicular de les parpelles d'ambdós ulls.
- Reflex superciliar. La resposta és la contracció de la parpella de l'ull que correspongui.
- Reflex maseterí. Al múscul de la mandíbula.

### Reflex de flexió
S'origina a partir de receptors del dolor presentes a la pell i als músculs (receptors nocioceptius). La seva estimulació produeix una resposta motora que tendeix a separar el membre de l'estímul dolorós, activant els múscul flexors de l'extremitat afectada, és per això que també se l'anomena reflex de retirada.
Té la funció fisiològica d'evitar que els teixits siguin danyats greument. S'activa amb relativa freqüència en la vida quotidiana, per exemple si quan caminem trepitgem un clau o quelcom punxenc, automàticament la cama es flexiona i el peu se separa del terra, en un intent de minimitzar el dany.

### Reflexos arcaics
Són propis del nounat i del lactant. A mesura que el cervell va progressant en la seva maduració, aquest tipus de reflexos desapareixen. Si persisteixen a partir de certa edat, es considera un signe de malaltia provocada per una alteració en el desenvolupament del sistema nerviós.

### Reflexos vegetatius

El canvi de gruix del cristal·lí, permet que en la retina de l'ull convergeixin els raigs de llum, independentment de la distància a què estigui l'objecte que mirem (reflex d'acomodació). En el procés intervenen les fibres del múscul ciliar en connexió amb els hemisferis cerebrals.

Els centres reflexos encarregats de determinades respostes específiques estan situats a diferents nivells de la medul·la, en són un exemple els que produeixen l'erecció del penis, l'ejaculació, la secreció de la suor, etc. Altres es localitzen al bulb raquidi, que és una part de la medul·la, situada a prop de l'encèfal, i on estan els centres del control de la respiració, circulació, i deglució.
Un altres, como ara la tos; el parpelleig; els reflexos posicionals, mitjançant els quals es manté l'equilibri del cos en condicions estàtiques i dinàmiques; el del to muscular; envermellir-se o empal·lidir-se, poden ser més complexes. Si bé, tots ells són innats, és dir no apresos, s'hi pot exercir un determinat control.

## Reflexos patològics
Hi ha nombrosos quadres clínics que descriuen transformacions de centres nerviosos els quals són útil per fer diagnosis. Entre els múltiples casos d'interès en patologia diagnòstica cal destacar, per exemple, el reflex de Flatau, o dilatació de la pupil·la por inflexió del cap, que es produeix en la meningitis; el reflex de Capp, trastorn vasomotriu específic de la pleuritis.

## Lleis dels reflexos
La medul·la és l’origen dels moviments involuntaris. Això és fàciment demostrable: si decapitem una granota, veurem que punxant una de les anques, el múscul reacciona arronsant-se, és a dir la resposta es produeix independentment del cervell.
Les condicions i caractístiques d’aquests actes reflexos segueixen unes lleis naturals, les quals són una expressió del principi segons el qual la reacció és proporcional a l’acció; o sia, a la intensitat de l'estímul. Un estímul d’ intensitat creixent ocasionarà moviments cada vegada més enèrgics i més generalitzats.
- Llei de la localització: La intensitat causa reflexos unilaterals. Excitant lleugerament l'extremitat de l’anca dreta de la granota decapitada; l’animal arronsa només aquesta anca.[17]

- Llei de simetria: La intensitat causa reflexos bilaterals. L’animal arronsa les dues anques posteriors.[18]

- Llei de la intensitat: S’observa que l’anca excitada més intensament executa el moviment d’arronsar més enèrgicament que l’altra.[19]

- Llei d’irradiació: La intensitat de la punxada efectuada sobre l’anca posterior causa un moviment reflex que s’estén a l’anca anterior del mateix costat, sigui dret o esquerre.[18]

- Fatigabilitat: Si es provoca repetides vegades el mateix reflex i el temps d’acció augmenta progressivament, la intensitat del moviment disminueix i finalment la reacció acaba per no produir-se. La fatiga apareix al nivell de les sinapsis de les neurones.[20]

## El reflex condicionat
Ivan Pàvlov, sense voler, va impulsar l'estudi dels reflexos condicionats establint una manera de crear els reflexos condicionats. Això és: reflexos que apareixen per experiències prèvies del subjecte.